# Isidoro Ibarra
Pour les articles homonymes, voir Ibarra.
Isidoro Ibarra est un joueur argentin de hockey sur gazon né le 2 octobre 1992. Il a remporté avec l'équipe d'Argentine la médaille d'or du tournoi masculin aux Jeux olympiques d'été de 2016 à Rio de Janeiro.